# Aristida diminuta
Aristida diminuta là một loài thực vật có hoa trong họ Hòa thảo. Loài này được (Mez) C.E.Hubb. mô tả khoa học đầu tiên năm 1949 publ. 1950.